# NGC 440
NGC 440 là một thiên hà xoắn ốc thuộc loại SA (s) bc pec nằm trong chòm sao Đỗ Quyên. Nó được phát hiện vào ngày 27 tháng 9 năm 1834 bởi John Herschel. Nó được Dreyer mô tả là "mờ nhạt, rất nhỏ, tròn".